# Arbat (plaats)
Arbat (Russisch: Арбат) of Arbatski (Арбацкий) is een voormalige plaats (posjolok) in het stedelijk district van de stad Koesjva in de Russische oblast Sverdlovsk. De plaats bestond tussen 1940 en 1969 en kwam in 2007 plotseling in het nieuws toen bleek dat de net aangestelde premier Viktor Zoebkov er was geboren. Van de plaats is niets overgebleven.

## Geschiedenis
Arbat werd gesticht in 1940, ergens tussen Koesjva en Krasno-oeralsk, als een mijnbouwnederzetting bij een van de kopermijnen van de kopersmelterij van Krasno-oeralsk. De mijn vormde de plaatsvormende onderneming. In de plaats bevonden zich naast ongeveer 300 huizen een semiletka (7-jaarsschool), kleuterschool, een feldsjerstation en een bakker. Na de Tweede Wereldoorlog raakte de metallurgie echter in een crisis en veel mijnen moesten sluiten, waaronder ook die van Arbat. Daarop liep de plaats bij gebrek aan een werkgever langzaam leeg. Op 9 januari 1969 werd de inmiddels onbewoonde plaats opgeheven per decreet van de  regionale Raad van Arbeidersafgevaardigden van Sverdlovsk. In 1972 woonde er nog slechts 1 gezin.
Op 12 september 2007, toen president Vladimir Poetin plotseling de onbekende Viktor Zoebkov aanwees als zijn nieuwe premier kwam de plaats weer in het nieuws, aangezien Zoebkov er was geboren en er zijn jeugd had doorgebracht. Vanuit de oblast en vanuit Moskou werd daarop interesse getoond om uit te zoeken waar deze plaats had gelegen. Dit zou mogelijk te maken kunnen hebben met het feit dat voor belangrijke inwoners van de oblast indertijd musea werden opgericht, zoals voor wijlen president Boris Jeltsin in de stad Jekaterinenburg. De belangstelling leidde een dag later tot een expeditie door Koesjvinse politici naar de plek (met als doel de locatie aan te wijzen voor een mogelijk toekomstig museum), maar deze kon niet meer terug worden gevonden. Alleen aan een open vlakte kon nog worden gezien dat er ooit een plaats had gestaan. Er bevindt zich nu een jaknikker.